# Rode dwergfazant
De rode dwergfazant (Galloperdix spadicea) is een vogel uit de familie fazantachtigen (Phasianidae). De wetenschappelijke naam van de soort is voor het eerst geldig gepubliceerd in 1789 door Gmelin.

## Voorkomen
De soort komt voor in India en Nepal en telt drie ondersoorten:
- G. s. spadicea: westelijk Nepal en noordelijk en centraal India.
- G. s. caurina: zuidelijk Rajasthan (westelijk India).
- G. s. stewarti: centraal en zuidelijk Kerala (zuidelijk India).

## Beschermingsstatus
Op de Rode Lijst van de IUCN heeft de soort de status niet bedreigd.